# Deleornis
Deleornis – rodzaj ptaków z rodziny nektarników (Nectariniidae).

## Rozmieszczenie geograficzne
Rodzaj obejmuje gatunki występujące w zachodniej, południowo-zachodniej i środkowej Afryce.

## Morfologia
Długość ciała 11–13 cm, masa ciała 8,3–15,3 g. 

## Systematyka
Rodzaj zdefiniował w 1977 roku niemiecki ornitolog Hans Edmund Wolters w artykule poświęconym rodzajom z rodziny nektarników, opublikowanym w czasopiśmie Bonner Zoologische Beiträge. Gatunkiem typowym jest (oryginalne oznaczenie) nektarzyk oliwkowy (A. fraseri).

### Etymologia
Deleornis: w mitologii greckiej Delius (gr. Δηλιος Delios), to jedno z imion Apolla; gr. ορνις ornis, ορνιθος ornithos ‘ptak’.

### Podział systematyczny
Do rodzaju należą następujące gatunki:
- Deleornis fraseri (Jardine & Selby, 1843) – nektarzyk oliwkowy
- Deleornis axillaris (Reichenow, 1893) – nektarzyk szarogłowy